# 로이 브록스미스

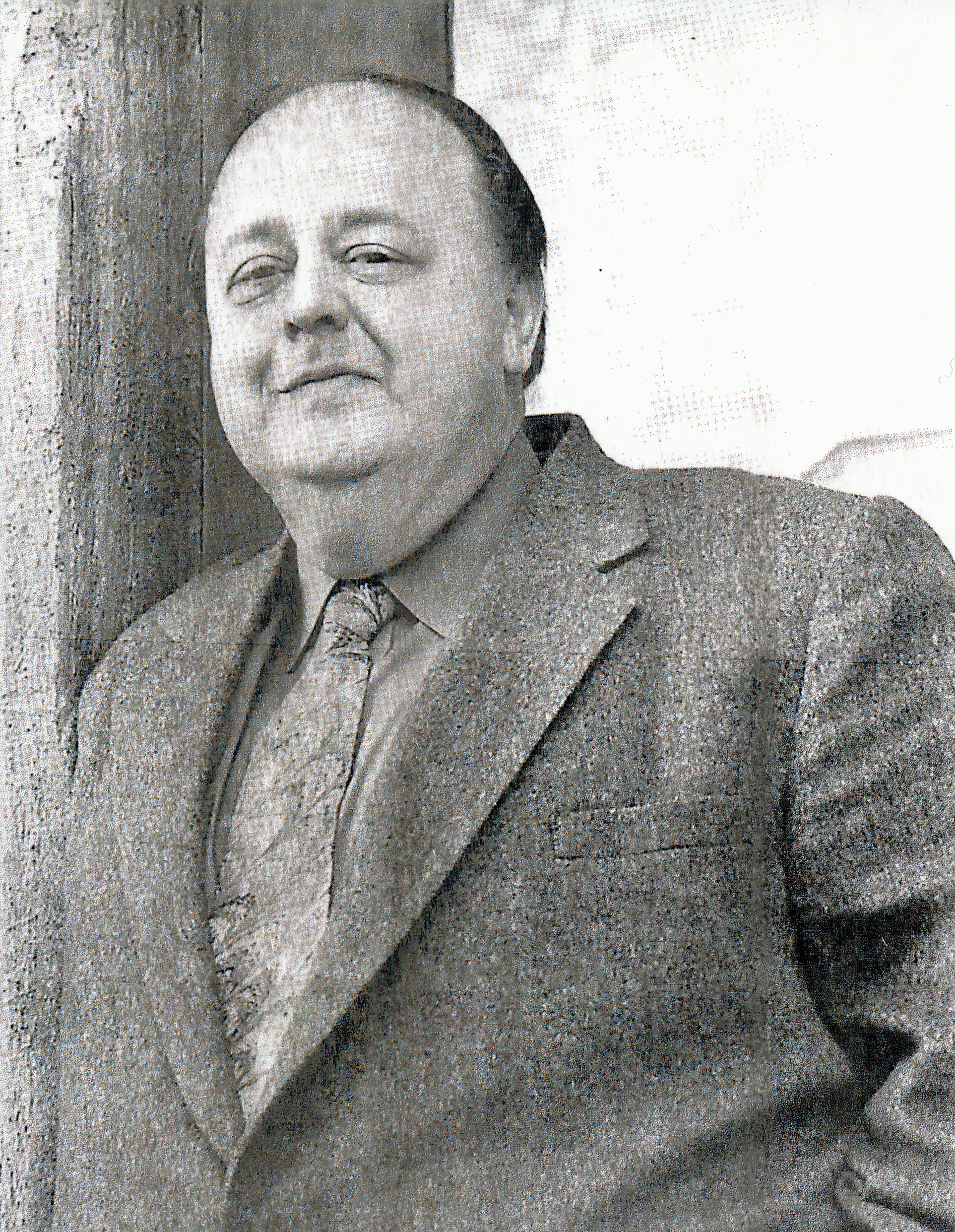

로이 브록스미스(Roy Brocksmith, 1945년 9월 15일 ~ 2001년 12월 16일)는 미국의 배우, 텔레비전 배우이다. 퀸시에서 태어났으며 버뱅크에서 사망하였다. 사인은 당뇨병이다.

## 영화
- 싸이코 (1998년)
- 정복자 칼 (1997년)
- 미스테리 (1994년)
- 라이트닝 잭 (1994년)
- 랄프의 여름방학 (1994년)
- 로드 투 웰빌 (1994년) - 폴트니 댑 역
- 허드서커 대리인 (1994년)
- 피켓 펜스 (1992년) - 마이클 오슬로 역
- 탈환 작전 (1992년)
- 아라크네의 비밀 (1990년) - 어브 켄달 역
- 토탈 리콜 (1990년) - 닥터 앳지마 역
- 리렌트리스 (1989년)
- 장미의 전쟁 (1989년)
- 탱고와 캐쉬 (1989년) - 데이비스 요원 역
- 스크루지 (1988년) - 해고된 집배원 역
- 킬러의 그림자 (1988년)
- 인생의 반전 (1988년)
- LA 로 (1986년)
- 렌트 콘트롤 (1984년)
- 어느 시인의 사랑 (1981년)
- 스타더스트 메모리스 (1980년)
- 킬러 케이트 (1979년) - 올리 역
- 스퀴즈 (1978년)